# بوسطن سيلتكس
فريق بوسطن سيلتكس هو فريق كرة سلة أمريكي محترف مقره مدينة بوسطن، يتنافس في الاتحاد الوطني لكرة السلة (NBA) كعضو في دوري الأطلنطي الشرقي. تأسس في عام 1946 كواحدة من الفرق الثمانية الأصلية في الدوري، ويخوض مبارياته في صالته الرياضية التي دي غاردين، والذي يشاركها مع فريق المدينة في الهوكي بوسطن بروينز، يعتبر السيلتكس أنجح فريق كرة سلة في تاريخ الدوري الاميركي للمحترفين، حيث حقق أكبر عدد من البطولات في الدوري الاميركي للمحترفين مع 18 (وهو ما يمثل 23.9 في المئة من جميع بطولات الدوري الاميركي للمحترفين منذ تأسيس الدوري)، ويحمل حاليا الرقم القياسي لأكثر فريق من حيث الانتصارات في الدوري الاميركي للمحترفين.
بدأ صعود السيلتكس للهيمنة في أواخر الخمسينيات من القرن الماضي، بعد استحواذه على بيل راسيل في درافت عام 1956، والذي أصبح حجر الأساس لمنظومة السيلتكس، فاز السيلتكس بقيادة راسيل وبوب كوزي على أول بطولة في عام 1957، بعد اعتزال راسل في عام 1969، دخل السيلتيكس فترة إعادة البناء تحت قيادة ديف كوينز وجوجو وايت، عاد الفريق إلى سابق عهده وحقق لقبين في الدوري الاميركي للمحترفين في عامي 1974 و1976. وانتظر السيلتكس حتى الثمانينات حيث عاد للهيمنة المطلقة بقيادة «الثلاثة الكبار» لاري بيرد وكيفن ماكهيل وروبرت باريش، بعد فوزه بـ 16 بطولة طوال القرن العشرين، عاد سيلتكس، بعد صراعه خلال التسعينيات، مرة أخرى ليفوز ببطولة في عام 2008 بقيادة كيفن غارنيت وبول بيرس وراي ألين في ما كان يعرف باسم «الثلاثة الكبار الجدد».

## 1950-1946: التاريخ المبكر
تأسس الفريق في اليوم السادس من شهر يوليو من عام 1946، من قبل رئيس شركة بوسطن غاردين أرينا السيد والتر براون، وفي عام 1950 وقع السيلتكس مع اللاعب تشاك كوبر كأول فريق في الدوري يتعاقد مع لاعب أمريكي من أصل أفريقي، وكان هذا التعاقد جزء من مشروع السيلتكس المناهض للعنصرية وتكريس حي لقيم ومبادئ النادي التي لا تخلط العرق والدين بالرياضة أبدًا.

## 1957-1950: ووصول بوب كوزي وريد أورباخ
كافح السيلتيكس خلال سنواته المبكرة، حتى تم التعاقد مع المدرب ريد أويرباخ، لم يكن لدى أويرباخ أي مساعدين، وتولى جميع أعمال الفريق منفدًا ولوحده، وقام بنفسه بعملية الكشف عن المواهب سواء في صفوف الأفرقة المنافسة أو في الجامعات والكليات الأمريكية في إنجلترا الجديدة، وكان بوب كوزي واحدًا من أوائل اللاعبين الكبار الذين استطاع أويرباخ التوقيع معهم لصالح السيلتكس.

## 1969-1957: عصر بيل راسيل
مع بيل راسل، استطاع السيلتكس الوصول إلى نهائيات الدوري الاميركي للمحترفين عام 1957 وهزم سانت لويس هوكس في سبع مباريات وحقق بطولته التاريخية الأولى، وهي الأولى من أصل 17 بطولة قياسية. استمر راسل في الفوز بـ 11 بطولة مع السيلتكس، مما جعله اللاعب الأكثر أهميةً في تاريخ الدوري الاميركي للمحترفين، في عام 1958 استطاع السيلتكس الوصول مرة أخرى إلى نهائيات الدوري الاميركي للمحترفين، وهذه المرة خسر أمام الهوكس في 6 مباريات ولكن مع التعاقد مع كي سي جونز في ذلك العام، بدأ السيلتكس بصناعة منظومة من شأنها أن تستمر لأكثر من عقد من الزمان، في عام 1959 فاز سيلتكس ببطولة الدوري الاميركي للمحترفين بعد اكتساح منيابولس ليكرز، وهي الأولى من ثماني بطولات قياسية متتالية، خلال ذلك الوقت، التقى سيلتيكس مع ليكرز في النهائيات خمس مرات، وبدأ منافسة شديدة ما امتدت عبر الأجيال.
واعتزل أورباخ التدريب بعد موسم 1965-1966 وتولى راسيل منصب المدرب، وكان هذا الأمر حيلة من قبل أورباخ لإبقاء راسل في صفوف الفريق لما له من قيمة معنوية ومهمة للاعبين والجماهير والمنظومة ككل، مع تعيين راسل كمدرب للفريق أصبح أول مدرب أمريكي من أصل أفريقي في أي رياضة أمريكية، وتم تعيين أورباخ مديرًا عامًا للفريق واستمر بهذا المنصب طوال فترة الثمانينات. وبعد ذلك انتهت سلسلة السيلتكس من الألقاب عندما خسر أمام فيلادلفيا سيكسرز في نهائيات القسم الشرقي لعام 1966.
اعتزل راسيل الرياضة نهائيًا في عام 1969 منهيًا عصرًا ذهبيًا للسيلتكس حقق بها 11 بطولة تاريخية لا مثيل لها خلال 13 موسم فقط.

## 1978-1970: عصر كوينز وهافليك ووايت
كان موسم 1970 عامًا لإعادة البناء، حيث سجل السيلتكس أسوء سجل له في الدوري الاعتيادي منذ موسم 1949-1950، ولكن مع توقيع السيلتكس مع كوينز وهافليك ووايت سرعان ما أصبح السيلتكس هو المهمين مرة أخرى، بعد خسارته في نهائيات القسم الشرقي في عام 1972، أعاد سيلتيكس تجميع صفوفه في عام 1973 وسجل رقماً قياسياً ممتازاً في الموسم العادي حيث انتصار في 68 لقاء وهُزم في 14 لقاء فقط ولكن انتهى الموسم بخيبة أمل، حيث هُزم في سلسلة من سبع لقاءات من قبل نيويورك نيكس في نهائيات القسم، حيث اصيب هافليك بكتفه الأيمن في اللقاء السادس.
في عام 1976، فاز الفريق ببطولة أخرى حيث هزم فريق فينكس صنز في سلسلة من ست مباريات، حيث كان النهائي واحد من أعظم النهائيات في تاريخ الدوري الاميركي للمحترفين.
في عام 1978 كان السيلتكس يمتلك اثنتين من البطاقات الثمانية الأولى في الدرافت، وخاطر الفريق باختيار لاري بيرد من ولاية انديانا في البطاقة السادسة، حيث أن بيرد كان سيبقى في الكلية لسنة قادمة للدراسة العليا، ولكن الفريق كان يعتقد بأن الأمر يستحق الانتظار وأن موهبته يجب ألا تضيع من بين يدي السيلتكس.

## سجل بطولات الفريق
فاز 18مرة ببطولة الدوري الأمريكي لكرة السلة للمحترفين في الأعوام:
1957، 1959، 1960، 1961، 1962، 1963، 1964، 1965، 1966، 1968، 1969، 1974، 1976، 1981، 1984، 1986، 2008، 2024
- بطل المنطقة الشرقية 21 مرة أعوام 1957، 1958، 1959، 1960، 1961، 1962، 1963، 1964، 1965، 1966، 1968، 1969، 1974، 1976، 1981، 1984، 1985، 1986، 1987، 2008، 2010 , 2022 , 2024
- بطل مجموعته 29 مرة أعوام: 1957، 1958، 1959، 1960، 1961، 1962، 1963، 1964، 1965، 1972، 1973،1974، 1975، 1976، 1980، 1981، 1982، 1984، 1985، 1986، 1987، 1988، 1991، 1992، 2005، 2008، 2009، 2010.

## وصلات خارجية
- موقع النادي الرسمي